# Manoora
Manoora är en ort i Australien. Den ligger i kommunen Clare and Gilbert Valleys och delstaten South Australia, omkring 110 kilometer norr om delstatshuvudstaden Adelaide.
Runt Manoora är det mycket glesbefolkat, med 2 invånare per kvadratkilometer.. Närmaste större samhälle är Riverton, omkring 18 kilometer söder om Manoora. 
Trakten runt Manoora består till största delen av jordbruksmark. Genomsnittlig årsnederbörd är 517 millimeter. Den regnigaste månaden är maj, med i genomsnitt 77 mm nederbörd, och den torraste är december, med 10 mm nederbörd.